# John Adams Elder
John Adams „Jack“ Elder (* 3. Februar 1833 in Fredericksburg, Virginia; † 24. Februar 1895 ebenda) war ein US-amerikanischer Porträt-, Kriegs-, Genre- und Landschaftsmaler der Düsseldorfer Schule.

## Leben
Elder, Sohn des Schuhmachers John Douglas Elder und dessen Ehefrau Mary, geborene Philipps, zeigte sein Zeichentalent bereits durch Karikaturen in der Schule. Mit Unterstützung des Rechtsanwalts John Minor wurde Elder als 17-Jähriger nach New York City geschickt und ging dort bei dem Porträtmaler Daniel Huntington in die Lehre. 1852 begab sich Elder auf eine Reise nach Düsseldorf, wo er dank Minors Vermittlung bis 1854/1855 von dem Historienmaler Emanuel Leutze privat unterrichtet wurde. Vermutlich dort entstand 1854 Elders Prison Scene, ein dramatisches Motiv malerisch-romantischer Färbung über das Thema der Gefangenschaft im Kerker mit fünf Figuren, das auf kompositorische Einflüsse der Historienmalerei Carl Friedrich Lessings hindeutet. 1853/1854 war er Mitglied des Künstlervereins Malkasten, damals der gesellige Treffpunkt einer Kolonie amerikanischer Maler.

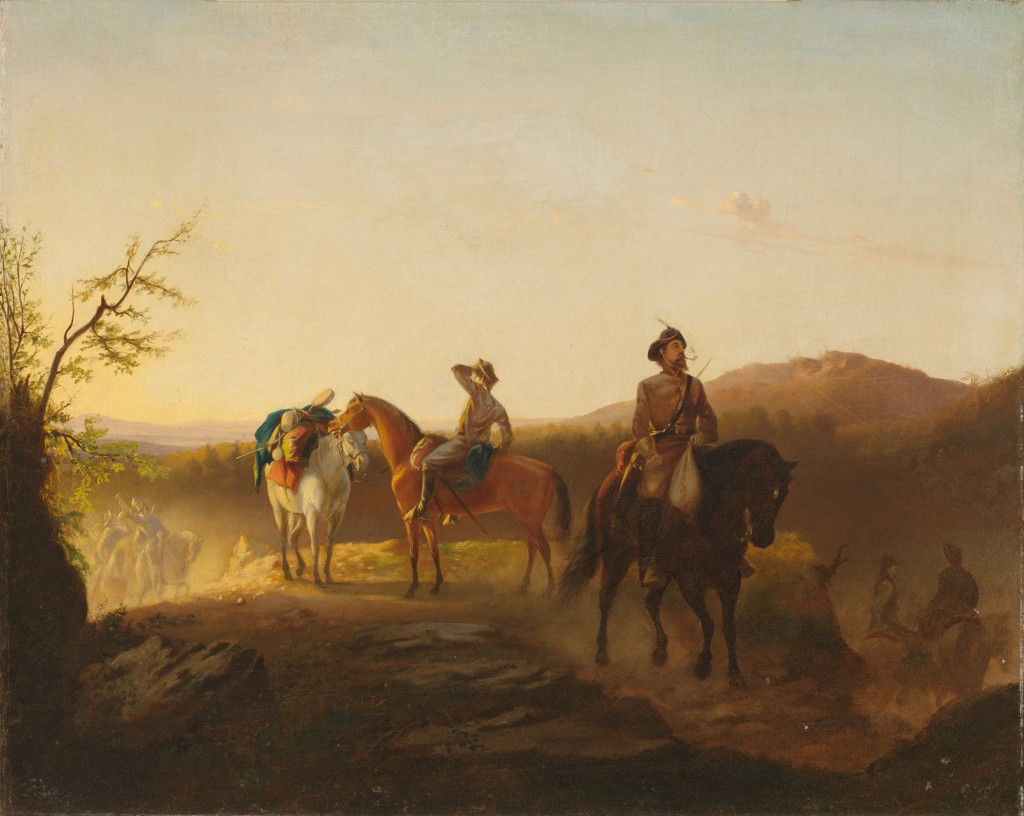
The Scout’s Return, um 1880, Virginia Museum of Fine Arts

1856 kehrte Elder in die Vereinigten Staaten zurück, wo er zunächst in New York City Fuß zu fassen suchte. Bald darauf eröffnete er in seiner Vaterstadt Fredericksburg ein Atelier für Porträtmalerei, das 1857 durch ein Feuer vernichtet wurde. In einer anderen Straße gründete er ein neues Atelier. Während des Sezessionskriegs wirkte Elder, der sich Ende 1862 zum Militärdienst in der Armee der Konföderierten Staaten von Amerika registrieren ließ, als Illustrator für das Satiremagazin Southern Punch (1863–1865) des Journalisten John Wilford Overall. Nach dem Sezessionskrieg arbeitete Elder in Fredericksburg und Richmond (Virginia). Seine Kriegserlebnisse schilderte Elder in einigen Schlachtenbildern, etwa in dem Gemälde The Battle of the Crater. Von dem Südstaatengeneral Robert Edward Lee, unter dem er gedient hatte, schuf er acht Bildnisse. Auch General Thomas Jonathan Jackson und der Politiker John Tyler ließen sich von ihm darstellen. In seiner Genremalerei der 1870er und 1880er Jahre schilderte er das Alltagsleben von Afroamerikanern. 1887 verbrachte Elder einen Monat in der Residenz des ehemaligen Südstaaten-Präsidenten Jefferson Davis und porträtierte ihn dort. In dieser Zeit zog er sich eine Malaria-Infektion zu, die seine Gesundheit bis zum Tod beeinträchtigte.